# Bitwy pod Preah Vihear (2011)
Bitwy pod Preah Vihear − walki o ruiny świątyni Preah Vihear i fragment spornej granicy Tajlandii oraz Kambodży, które miały miejsce w lutym oraz kwietniu i maju 2011.

## Geneza konfliktu
Świątynia Preah Vihear, o którą toczy się spór, zbudowana została w XI wieku, na szczycie wzgórza (525 m n.p.m.).
W 1954 została zajęta przez wojsko tajlandzkie, po wycofaniu się przez wojska francuskie z Kambodży. Po interwencji Kambodży w Międzynarodowym Trybunale Sprawiedliwości w Hadze, w 1962 Preah Vihear został przyznany Kambodży. 2 lipca 2008 z inicjatywy Kambodży wpisano Preah Vihear na Listę Światowego Dziedzictwa Kulturowego i Przyrodniczego Ludzkości, co wznieciło spór o świątynię. Oba kraje w październiku 2008 rozmieściły w spornym rejonie dodatkowe wojska, co doprowadziło do potyczki. 16 października 2008 doszło do spotkania dowódców dwóch wrogich wojsk. Na spotkaniu ustalono, iż obie strony usuną wojska z rejonu świątyni, lecz zorganizowano wspólne patrole wojskowe na spornym odcinku granicy w rejonie świątyni Preah Vihear. Z kolei 12 listopada ministrowie spraw zagranicznych obu krajów, uzgodnili termin wycofania oddziałów stacjonujących na spornym odcinku granicy w rejonie świątyni Preah Vihear. Żołnierze powoli mieli się wycofywać z początkiem stycznia 2009, jednak do tego nie doszło.
3 kwietnia 2009 w starciu zginęło dwóch żołnierzy kambodżańskich oraz jeden żołnierz tajlandzki, a siedmiu Tajlandczyków zostało rannych. Obie strony komentują, iż bitwa wybuchła na skutek bezprawnego przekroczenia granicy przez wroga. W 2010 doszło do niewielkiej potyczki pod koniec stycznia, kiedy to śmierć poniósł wojskowy z Tajlandii.

## Przebieg walk

### Luty 2011
Walki rozpoczęły się 4 lutego i trwały od 15:15 do 18:00 czasu lokalnego (9:15-12:00 czasu polskiego). Ciężkie walki rozpoczęły się na wzgórzu Phu Makua. Później przeniosły się do wioski Ban Phumsrol, gdzie siedem budynków zostało trafionych przez kambodżańskie pociski. Trzy domy zostały spalone. Strona kambodżańska podała, że w ostrzale zginęło 16 tajskich żołnierzy, 26 zostało rannych, 4 schwytano i zniszczono dwa czołgi. Z kolei tajska strona doniosło, że zginęło 64 żołnierzy kambodżańskich, zniszczono dwa czołgi, 16 pojazdów opancerzonych, sześć dział artyleryjskich i cztery wyrzutnie rakietowe. Jednak niezależne źródła uznały te dane za mocno zawyżone. W rzeczywistości zginęło trzech Kambodżan, w tym dwóch żołnierzy, a także chłop z Tajlandii. 10 żołnierzy kambodżańskich i ośmiu tajskich zostało rannych. Ponadto czterech Tajlandczyków wziętych zostało do niewoli.
5 lutego strony konfliktu o 6:25 czasu lokalnego (0:25 czasu polskiego) otworzyły ogień w wiosce Chongdon-awn. Tajska armia potwierdziła, że jeden tajlandzki sierżant został zabity przez pocisk, a czterech kolejnych żołnierzy zostało rannych w starciu. W godzinach popołudniowych, obie strony podpisały zawieszenie broni na czterech warunkach: przerwanie wymiany ognia; nie zwiększanie liczebności armii w miejscu walk; niepowodowanie akcji zaczepnych; poprawienie komunikacji.
6 lutego ponowiono walki, pomimo podpisania zawieszenia broni dzień wcześniej. Według doniesień, starcia rozciągały się na froncie długości 10 km, od wsi Phum Srol Phu Makhua do obszarów górskich. O 08:17 czasu lokalnego (2:17 czasu polskiego), żołnierze kambodżańscy otworzyli ogień w kierunku Tajlandczyków stacjonujących w Phu Ma Khua i Phlan Yao przy użyciu rakiet i granatników. Kilka osób z tajskiej wioski zostało rannych. Tysiące mieszkańców wsi przed Kantharalak ewakuowano. Wieczorem tajscy żołnierze zaatakowali wojska Kambodży na spornej granicy, próbując przejść na terytorium Kambodży, pomimo wcześniejszego rozejmu. Kambodża zajęła ruiny świątyni Don Tuan, która leży ponad 10 km od Preah Vihear i znajduje się na terytorium Tajlandii. Odnotowano ciężki ostrzał świątyni Preah Vihear przez siły tajskie. Od początku walki, żołnierze Kambodży ukrywali się w bunkrach wybudowanych pod ruinami 900-letniej świątyni. Ponadto żołnierze zostali umieszczono na wzgórzu pod Preah Vihear, ale stanowiska te były podatne na ogień ze strony Tajlandczyków.
7 lutego ok. 2 w nocy zakończyły się walki artyleryjskie, jednak zostały wznowione z rana. Tajskie wojska zaatakowały, gdyż chciały odrobić straty z dnia poprzedniego. Wymiana ognia niespodziewanie ustała o 11:00 (5:00 czasu polskiego). Obie strony konfliktu zaczęły się obwiniać o wywołanie walk. Kambodżańscy cywile, mieszkający przy granicy zostali ewakuowani. Sojusz Ludowy na rzecz Demokracji wezwał premier Tajlandii Abhsisita Vajjajivę do ustąpienia. Kambodża wezwała ONZ do utworzenia strefy buforowej przy granicy z Tajlandią. Oficjalne dane podały, że w czterodniowej bitwie zginęło 10 osób – jeden żołnierz i jeden cywil z Tajlandii oraz czterech żołnierzy i czterech cywili z Kambodży. Ponadto 34 Tajlandczyków (30 żołnierzy i czterech cywilów) i 45 Kambodżan (żołnierzy i cywilów) zostało rannych. Czterech żołnierzy Tajlandzkich wziętych do niewoli zostało uwolnionych.
9 lutego premier Kambodży Hun Sen, powiedział, że premier Tajlandii Abhisit Vejjajiva jest odpowiedzialny za wywołanie wojny. Powiedział, że to nie są zwykłe walki, tylko prawdziwa wojna.
W dniach 15-16 lutego wybuchły ponowne walki. 15 lutego w kilkuminutowej wymianie ognia, obrażenia odniosło pięciu tajskich żołnierzy. Dzień później w pięciogodzinnym starciu (5:00-10:00 czasu lokalnego) zastosowano artylerię i rakiety, jednak nie odnotowano ofiar. Ponownie obie strony obwiniały się nawzajem o prowokacje.
22 lutego obie strony zgodziły się na rozmieszczenie wzdłuż granicy obserwatorów z Indonezji, która sprawowała przewodnictwo w Stowarzyszeniu Narodów Azji Południowo-Wschodniej (ASEAN). Nie doszło jednak do tego, ponieważ Tajlandia chciała, by sprawę rozwiązała wspólna komisja, której od 10 lat nie udało się oznaczyć terenu. Niezależne badania wykazały, że Tajlandia podczas walk w lutym użyła przeciwko żołnierzom Kambodży bomb kasetowych, zakazane przez konwencje międzynarodowe.

### Kwiecień – maj 2011
22 kwietnia doszło do pięciogodzinnego starcia wzdłuż granicy między Phanom Dong Rak i Surin a także świątyni Moan Ta, 153 km na zachód od Preah Vihar oraz przy Ta Krabey świątyni 15 km na wschód od Ta Moan. Obie strony użyły wyrzutni rakiet, karabinów maszynowych. Według tajskiej armii, walki wybuchły o świcie i trwały ponad pół godziny. Czterech żołnierzy Tajlandii i trzech żołnierzy Kambodży zginęło. Ośmiu tajskich i sześciu kambodżańskich żołnierzy zostało rannych.
23 kwietnia w drugim dniu starcia, walki wznowiono o 6 rano po względnie spokojnej nocy i zatrzymał się w południe, w obu krajach powiedział. Ministerstwo obrony Kambodży oskarżyło Tajlandię o stosowanie pocisków zawierających trujący gaz. Tajlandzkie MSZ odparło te zarzuty jako bezpodstawne. Tajlandia miała strzelać pociskami 75 i 105 mm ładowanymi trującym gazem w terytorium Kambodży. Ministerstwo obrony Tajlandii oskarżyło Kambodżę o dążenie do przejęcia dwóch starożytnych świątyń. Ponadto padły oskarżenia, iż Tajlandia wykorzystuje pociski cluster – przeciwpiechotna broń zakazana przez wiele krajów i trujące gazy, które spowodowały u kilku kambodżańskich żołnierzy, paraliż nóg i rąk, lecz nie spowodowały zgonu. Jednak Tajlandia nie podpisała paktu, który zobowiązuje do nie używania takiej broni. Tajlandia wystrzeliła sześć rakiet które spadły ok. 20 km we wewnątrz Kambodży, ale nie spowodowało ofiar, ponieważ ludzie zostali stamtąd ewakuowani. Płk Tawatchai Samutsakorn, dowódca 2-ej armii Tajlandii zaprzeczył, że jakoby jego wojsko używało bomb kasetowych lub trującego gazu. Pułkownik powiedział, że jeden tajski żołnierz zmarł tego dnia. 15 tys. tajskich cywilów ewakuowanych z rejonu walk. Pakowali swój dobytek na półciężarówki i odjeżdżali całymi rodzinami. Skryli się w tymczasowych schronieniach po obu stronach nieszczelnej granicy. Dowódca wojsk Kambodży Suos Sothea powiedział, że tego dnia zginęło trzech jego żołnierzy. Powiedział, że nie jest w stanie podać dokładnej liczby rannych.
24 kwietnia doszło do zbrojnych starć na spornym odcinku granicy, ok. 160 km na zachód od świątyni Preah Vihear. Walki wybuchły ok. godz. 10:00 (godz. 5:00 czasu polskiego). W czasie walk na granicy słychać było strzały i eksplozje. Sekretarz Generalny ONZ Ban Ki-moon wezwał strony do zawarcia rozejmu.
Późnym wieczorem 24 kwietnia walki rozpoczęły się w dżungli na granicy państw. Wskutek intensywnej wymiany ognia wymiany ognia zginął jeden żołnierz. Walki toczyły się w nocy na linii granicznej między świątyniami Ta Moan i Ta Krabey oraz Preah Vihear. Strona kambodżańska, zarzuciła swojemu przeciwnikowi niszczenie świątyń. Po stronie Kambodży ewakuowano 17 tys. cywilów znad terenów do 20 km od granicy z Tajlandią. 25 kwietnia po południu na w arenie walk było słychać odgłosy bombardowań artyleryjskich. Tego dnia z władzami Tajlandii i Kambodży miał rozmawiać indonezyjski minister spraw zagranicznych Marty Natalegawa, jednak jego podróż nie doszła do skutku.
26 kwietnia główne walki toczyły się wokół świątyń Preah Vihear oraz Ta Krabey od godziny 13:30 (8:30 czasu polskiego). W walkach użyto pocisków rakietowych i broni krótkiego zasięgu. Tego dnia poległ żołnierz Kambodży. Wieczorem ministrowie obrony Tajlandii i Kambodży zgodzili się na rokowania pokojowe. Do tego dnia strefę konfliktu opuściło po obu stronach 36 tys. cywilów.
W nocy z 26 na 27 kwietnia miała miejsce ponowna wymiana ognia w dżungli na spornym terenie granicznym o powierzchni 4,6 kilometra kwadratowego nieopodal świątyni Preah Vihear oraz świątyń Ta Moan i Ta Krabey. Liczba zabitych po obu stronach wyniosła od początku kwietniowych walk 14 zabitych. Premier Kambodży Hun Sen opowiedział się za zawieszeniem broni. Ponadto premier zgodził się na spotkanie z premierem Tajlandii Abhisitem Vejjajivą na początku maja pod egidą ASEAN. Jednak później strona tajska wycofała się z negocjacji.
W nocy z 27 na 28 kwietnia walki na granicy były kontynuowane. Jednak w trakcie dnia po spotkaniu dowódców armii, obie strony konfliktu zdecydowały się zawiesić broń. Ponadto otwarto jedno przejście graniczne, aby umożliwić ludziom, którzy uciekli przed walkami na powrót do domu. Przez bitwę 500 tys. ludzi zostało przesiedlonych. W walkach życie łącznie straciło 15 osób.
Mimo zawieszenia broni, 29 kwietnia doszło do kolejnej odsłony bitwy. W walkach poległ jeden tajlandzki żołnierz, czterech zostało rannych. Do intensywnej wymiany ognia doszło przy świątyni Preah Vihear. Na granicy rozejm złamały trzy potyczki, w tym pierwsza rozpoczęła się tuż przed północą 28 kwietnia.
30 kwietnia wymiana ognia była kontynuowana pomiędzy świątyniami Ta Krabey i Ta Moan. W walkach nie było zabitych, rany odniosło 10 Tajlandczyków. Tajski pułkownik płk Prawit Hukaew, poinformował, że walki kontynuowano także na spornym odcinku granicy dnia kolejnego, czyli 1 maja. Wówczas zginął żołnierz Kambodży. To 17 ofiara II bitwy w 2011, bowiem dotąd śmierć poniosło 9 żołnierzy Kambodży, 7 żołnierzy Tajlandii i cywil. 95 Tajlandczyków, w tym 50 żołnierzy, i 18 kambodżańskich wojskowych zostało rannych.
2 maja doszło do kolejnych walk na spornych odcinkach granicy wokół świątyń Ta Krabey i Ta Moan, lecz tego dnia odbyło się bez ofiar śmiertelnych. Kambodża założyła sprawę w Międzynarodowym Trybunale Karnym ws. konfliktu granicznego pod Preah Vihear.
3 maja w jedenastym dniu bitwy poległ żołnierz Tajlandii. W trakcie dnia wznowiono negocjacje, na czas których przerwano walki. Jednak wieczorem starcia wybuchły ponownie. Od początku bitwy obie strony wystrzeliły ponad 50 tys. pocisków artyleryjskich.
4 maja obie strony zgodziły się zawiesić broń. Otwarto również granicę międzypaństwową dla handlu. Uzgodniono termin spotkania premierów wrogich krajów w Dżakarcie na 7 maja. 5 maja premier Tajlandii Abshit Vejjajiva zablokował uruchomienie misji indonezyjskich obserwatorów, którzy mieli przybyć pod Preah Vihear. Zgodził by się na to jedynie, gdyby wojska Kambodży opuściły teren konfliktu. Dodał też, że obecność armii wrogiego sąsiada pod świątyniami jest pogwałceniem memorandum między krajami z 2000.

## Następstwa
7 maja 2011 doszło do spotkania premierów obu krajów na szczycie ASEAN w Dżakarcie. Mimo rozejmu na froncie, przywódcom nie udało się osiągnąć konsensusu, mimo tego zdecydowali się kontynuować rokowania.
30 maja 2011 Kambodża zwróciła się do Międzynarodowego Trybunału Sprawiedliwości o wydanie nakazu Tajlandii do wycofania wojsk ze spornego regionu wokół świątyni Preah Vihear.
26 czerwca 2011 Tajlandia ogłosiła wycofanie się z konwencji UNESCO o światowym dziedzictwie kulturowym w związku ze sporem z Kambodżą o świątynię Preah Vihear i decyzją komitetu ds. dziedzictwa kulturowego o rozpatrzeniu kambodżańskiego planu zarządzania świątynią.
Międzynarodowy Trybunał Sprawiedliwości orzekł 11 listopada 2013, że Kambodża ma suwerenność nad sporną ziemią wokół świątyni Preah Vihear, a Tajlandia musi wycofać wszystkie swoje siły z tego obszaru.